# Грецький театр в Епідаврі
Театр в Епідаврі (грец. θέατρο της Επιδαύρου) —  найкраще збережений з давньогрецьких театрів, діє досі, при цьому відзначається винятковою акустикою і естетикою. Розташований в Епідаврі поблизу Асклепіона недалеко від села Лігуріо (грец. Λυγουριό).

## Історія
Античний давньогрецький
театр збудував між 340 і 330 рр. до н.е. архітектор Поліклет Молодший з міста Аргос, згідно з записами Павсанія. Театр був побудований для розваги знаті асклепіона в Епідаврі — вважалося, що театр сприятливо впливає на психічне і фізичне здоров'я пацієнтів. Стародавній театр вміщав більше 15000 глядачів і був розділений на дві частини: 21 ряд із місцями для звичайних людей і 34 нижніх рядів для священників і правителів.
Стародавній театр був відкритий після розкопок, які провів археолог Панайотис Кавадіас (грец. Παναγιώτης Καββαδίας), під егідою Афінського Археологічного Товариства в період 1870-1926 років.
Кілька років потому, в 1938 році театр прийняв перший, після археологічних робіт, спектакль. Це була постановка трагедії Софокла «Електра» з Катіна Паксино та Елені Пападакі в головних ролях. Виступи припинилися внаслідок Другої світової війни. На початку 50-х були проведені реставраційні роботи, щоб мати можливість приймати більшу кількість глядачів, і з 1955 року  в Епідаврі проводиться театральний фестиваль в Епідаврі, кожне літо демонструються постановки на сцені античного театру. В межах фестивалю в Епідаврі виступав багато хто з найвидатніших грецьких і зарубіжних артистів, зокрема відома грецька оперна співачка Марія Каллас.